# Nhật Nam
Nhật Nam (chữ Hán: 日南) là một địa danh cũ ở Việt Nam thời Bắc thuộc.

## Từ nguyên
Nhật Nam nghĩa là phía nam mặt trời. Sử ký viết: …南至北鄉戶 ("Nam chí bắc hương [hướng] hộ"). Tạm dịch: "...phía nam đến miền cửa nhà quay mặt về hướng bắc". Sử ký tập giải (史記集解) của Bùi Nhân (裴駰) thời Lưu Tống dẫn Ngô đô phú của Tả Tư (左思, ~250 - ~305) viết: 開北戶以向日 ("Khai bắc hộ dĩ hướng nhật", nghĩa là Mở cửa hướng bắc để đón ánh mặt trời). Lưu Quỳ (刘逵) thời Tống Huy Tông giải nghĩa： 日南之北户，犹日北之南户也 ("Nhật nam chi bắc hộ, do nhật bắc chi nam hộ dã" nghĩa là phía nam mặt trời thì làm cửa quay mặt về hướng bắc, cũng như phía bắc mặt trời thì cửa nhà quay mặt về hướng nam vậy).

## Vị trí
Quận Nhật Nam có vị trí bắt đầu từ đèo Ngang (Quảng Bình) đến đèo Cả (Phú Yên). Theo Hán thư, quận này thành lập năm Nguyên Đỉnh thứ 6 (111 TCN) thời Hán Vũ Đế, bao gồm 15.400 hộ, 69.485 khẩu, chưa bằng nửa Cửu Chân (35.743 hộ, 166.013 khẩu) và chỉ bằng 1/6 Giao Chỉ (92.440 hộ, 746.237 khẩu). Toàn quận chia làm 5 huyện: 
- Tây Quyển (西捲)[4] (Nay là bắc Quảng Bình, lưu vực sông Gianh).
- Tỉ Cảnh (比景)[4] (Nay là nam Quảng Bình, lưu vực sông Nhật Lệ, Đại Giang).
- Chu Ngô (朱吾)[4] (Nay là Quảng Trị, lưu vực sông Thạch Hãn).
- Lô Dung (盧容)[4] (Nay là Thừa Thiên-Huế, lưu vực sông Bồ và sông Hương).
- Tượng Lâm (象林), thành lập sau khi Mã Viện đánh xuống phía nam[5] (Nay là Quảng Nam-Quảng Ngãi, lưu vực sông Thu Bồn - sông Trà Khúc, sau là nước Lâm Ấp).

Thời Vương Mãng, quận Nhật Nam đổi thành đình Nhật Nam. Năm 192, Khu Liên nổi dậy ổ huyện Tượng Lâm để thành lập vương quốc riêng gọi là Lâm Ấp. Thời Đông Ngô Nhật Nam đổi làm tỉnh. Đến năm Thái Khang thứ 3 (282) thời Tấn Vũ Đế lại đổi thành quận. Đến thời Lưu Tống, quận Nhật Nam gồm 7 huyện: Tây Quyển, Lô Dung, Tượng Lâm, Thọ Linh (tách từ Tây Quyển), Chu Ngô, Vô Lao (tách từ Bắc Cảnh), Bắc Cảnh.
Năm 111 TCN, nhà Hán chinh phục Nam Việt. Học giả Aurousseau dẫn Thủy kinh chú của Lịch Đạo Nguyên nói năm Nguyên Đỉnh 6 (111 TCN), Hán Vũ Đế đặt quận Nhật Nam, quận trị là Tây Quyển. Nhưng đến khi đàn áp cuộc khởi nghĩa Hai Bà Trưng (39-43), Mã Viện mới chỉ tiến vào đến huyện Cư Phong (Thanh Hóa) là chặng cuối. Theo một số học giả , tì tướng của Mã Viện có thể vượt xa hơn chút ít nhưng chắc cũng chưa vào đến sông Gianh.
Các nhà nghiên cứu hiện nay dẫn các ý kiến, của H. Maspero (Pháp), Vũ Phạm Khải (Việt Nam), Tá Bá Nghĩa Minh (Nhật Bản), thống nhất khẳng định: Tượng quận mới được Tần Thủy Hoàng mở trong cuộc Chiến tranh Tần–Việt ở phía nam Trung Hoa, trong đó quân Tần mới chỉ tiến tới Quảng Tây. Tượng quận thời Tần thuộc Quảng Tây, không phải Nhật Nam thời Hán từ Quảng Bình trở vào Bình Định. Sở dĩ có sự nhầm lẫn đồng nhất Tượng quận thời Tần và Nhật Nam thời Hán, vì quận Nhật Nam thời Hán có huyện Tượng Lâm ở cực nam: Tượng quận là cực nam của đế chế Tần và Tượng Lâm ở cực nam đế chế Hán